# 山中城
山中城（やまなかじょう）は、静岡県三島市山中新田（伊豆国田方郡山中）にあった中世の日本の城（山城）。国の史跡に指定されている。

## 概要
北条氏によって築城され、小田原城の支城として位置づけられる。箱根十城のひとつ。
北条氏滅亡と共に廃城となったため、北条氏独特の城郭の構造を多く残していることが注目される。
2012年まで、5月の第三日曜日に山中城まつりが開催されていた。（現在は中断）

## 歴史

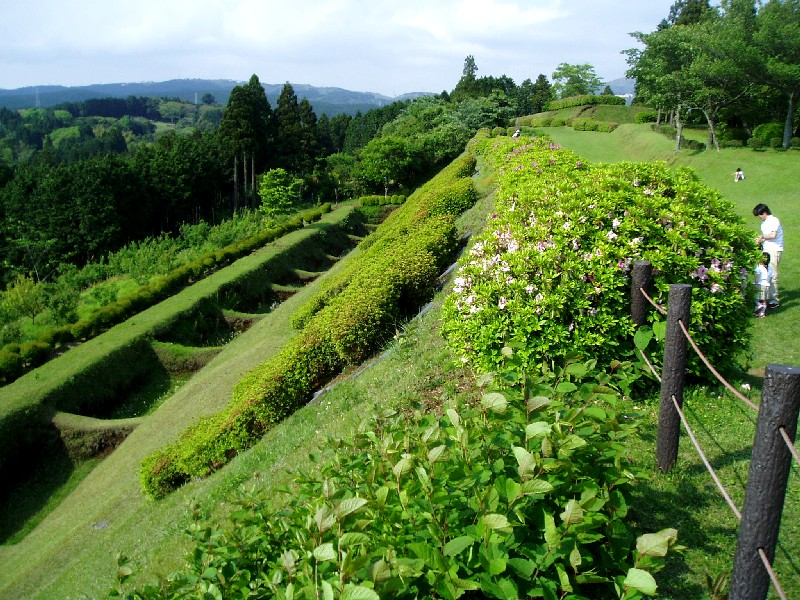
岱崎出丸と畝堀（復元）

永禄年間（1558年 - 1570年）に北条氏康により築城される。北条氏の本拠地である小田原の西の防衛を担う最重要拠点で、城は東海道を取り込む形で造られていた。
北条氏政の代に豊臣秀吉との関係が悪化すると、山中城は改修し防備を固めることになるが、結局間に合わず未完成のまま豊臣軍を迎える。1590年（天正18年）、小田原征伐で豊臣秀次率いる6万8千の軍勢が山中城を攻撃、守将は北条氏勝、松田康長、松田康郷、蔭山氏広、間宮康俊ら3千。間宮康俊は寄親北条氏勝等を撤退させて自らは手勢200を率いて三ノ丸～岱崎出丸辺りで豊臣方に苛烈に抗戦した為に、豊臣方も部将の一柳直末など多くの戦死者を出した。しかし戦力差甚だしく猛烈な力攻めの結果わずか半日で落城し、北条方の松田・間宮などの武将や城兵の多くが討死した。戦後、城は廃止された。
1930年（昭和9年）に国の史跡に指定された。1973年（昭和48年）から三島市が公園として整備をはじめ、合わせて学術的な調査もなされた。
2006年（平成18年）4月6日、日本100名城（40番）に選定された。

## 遺構・整備
幅広の障子堀、胸壁上の小さな土塁、ラインと堡塁を連鎖させたプラン、平坦面の形成にこだわらない曲輪といった山中城のパーツ群は、火器の集中配備・火力の有効発揮を前提に城が成立していることを示す構造上の特徴として評価される。
三島市によって当時を反映した整備改修がなされ、堀や土塁などの遺構は風化を避けるため、盛土による被履の上芝を張って保護し、畝堀や障子堀の構造が明確に把握できるように整備されており北条氏の築城方法を良く知ることのできる城跡となっている。また、建物の木造復元計画はない。

## 現地案内

### 所在地
- 静岡県三島市山中新田字下ノ沢ほか

### 交通アクセス
- JR・伊豆箱根鉄道三島駅から元箱根方面行き東海バス（約30分）。なお、「山中城まつり」の際にはシャトルバスが運行される。
- 国道1号沿いにあり、三島駅から東海道を徒歩で3時間程度歩いても到着する。

## 関連作品
小説
- 池波正太郎著『戦国幻想曲』（昭和44-45に週刊誌『サンデー毎日』に連載。現在は角川文庫で刊行）

山中城攻防戦で豊臣方の一番乗りとされる渡辺勘兵衛が主人公。この戦いも詳しく描かれている。
- 津本陽著『新陰流　小笠原長治』新潮社、1987年（昭和62年）刊

この戦いで小田原方で戦った主人公の目線で書かれている。
- 伊東潤著『悲雲山中城 戦国関東血風録外伝』叢文社、2004年（平成16年）刊

秀吉・家康・豊臣秀次らの思惑も交えつつ、北条方の視点で描いている。